# دوبرنگه
دوبرنگه (به صربی: Dobrnje) یک منطقهٔ مسکونی در صربستان است که در پتروواتس نا ملاوی واقع شده‌است.